# Svartgul brednäbb
Svartgul brednäbb (Eurylaimus ochromalus) är en fågel i familjen praktbrednäbbar inom ordningen tättingar.

## Utseende och läte
Svartgul brednäbb är en helt omisskännlig fågel klädd i svart, vitt, gult och rosa. Den för brednäbbar typiska just breda näbben är lysande blå. Sången är oproportionerligt högljudd, bestående av en serie ljusa kuttrande ljud som ökar i tonhöjd och hastighet till en galen serie visslingar. Även ett skrikaktigt "jeer!" kan höras.

## Utbredning och systematik
Fågeln förekommer från södra Myanmar till Thailand, Malackahalvön, Sumatra, Borneo och närliggande öar. Den behandlas som monotypisk, det vill säga att den inte delas in i några underarter.

### Familjetillhörighet
Familjerna praktbrednäbbar (Eurylaimidae) och grönbrednäbbar (Calyptomenidae) behandlades tidigare som en och samma familj, Eurylaimidae, med det svenska trivialnamnet brednäbbar. Genetiska studier visar att de inte är varandras närmaste släktingar.

## Levnadssätt
Svartgul brednäbb hittas i skogar i låglänta områden och lägre bergstrakter. Den födosöker på medelhög till hög nivå i träden genom att göra utfall mot insekter i luften från en sittplats. Fågeln slår ofta följe med kringvandrande artblandade flockar.

## Status
Svartgul brednäbb tros minska relativt kraftigt i antal på grund av skogsavverkningar. IUCN kategoriserar arten som nära hotad.